# Farrar, Iowa
Farrar este o comunitate neîncorporată din comitatul Polk, statul Iowa din Statele Unite.